# Кирпан
Кирпа́н — национальная форма ножа сикхов, церемониальное оружие и религиозный символ сикхизма.
Клинок кирпана имеет характерный профиль с изогнутым концом. Заповеди сикхов предписывают носить кирпан всем мужчинам. Может иметь различные размеры: от нескольких сантиметров до полуметра.